# Anastassija Lawrentjewna Abramowa
Anastassija Lawrentjewna Abramowa, geboren Tokunowa, (russisch Анастасия Лаврентьевна Абрамова, Geburtsname Токунова) (* 13. Oktoberjul. / 26. Oktober 1915greg. in Petrograd; † 6. August 2012) war eine sowjetisch-russische Bryologin.
Ihr botanisches Autorenkürzel lautet Abramova.

## Leben
Anastassija Lawrentjewnas Eltern waren der Arbeiter Lawrenti Sergejewitsch Tokunow und seine Frau Marija Klementjewna Tokunowa. Anastassija Lawrentjewna arbeitete ab 1933 als Grafikerin in dem Leningrader Druckmaschinenbau-Werk, das 1938 nach Max Hoelz benannt wurde. Gleichzeitig lernte sie in der RabFak der Universität Leningrad (LGU). 1934 begann sie das Studium an der LGU in der Biologischen Fakultät. Sie studierte dann am Lehrstuhl für Morphologie und Systematik der Höheren Pflanzen bei Nikolai Adolfowitsch Busch. Bereits 1937 begann sie sich für die Moose zu interessieren. 1938 veröffentlichte sie ihre erste wissenschaftliche Arbeit über die Festuca varia. 1939 schloss sie ihr Studium mit Auszeichnung ab und wurde Aspirantin an der LGU. Im selben Jahr heiratete sie ihren Kommilitonen Iwan Iwanowitsch Abramow.
Während des Deutsch-Sowjetischen Kriegs mit der Leningrader Blockade wurde Abramowa-Tokunowa mit ihrer Tochter Ljudmila (* 1940) nach Tscherepowez und dann nach Baschkirien evakuiert. 1944 kam sie nach Stalino. Nach dem Krieg setzte sie ihre Aspirantur an der LGU bei Alexander Alexandrowitsch Kortschagin fort und führte ein Sommerpraktikum mit Studenten durch.
1946 wurde Abramowa Wissenschaftliche Mitarbeiterin des Komarow-Instituts für Biologische Wissenschaften der Akademie der Wissenschaften der UdSSR (AN-SSSR, seit 1991 Russische Akademie der Wissenschaften (RAN)). Für ihre Monografie über Meesiaceae und Catoscopiaceae wurde sie 1947 zur Kandidatin der biologischen Wissenschaften promoviert.
Abramowas Forschungsschwerpunkte waren die Lebermoose Südossetiens, die Moose am Fluss Duab in Abchasien, die fernöstlichen Moose und die Moose der Mongolischen Volksrepublik. An dem umfassenden Werk über die Sporenpflanzen der UdSSR war sie beteiligt.
1979 ging Abramowa in den Ruhestand.
Die Internationale Bryologie-Konferenz 2015 in St. Petersburg war dem 100. Geburtstag Abramowas gewidmet.

## Nach A. L. Abramowa benannte Arten
- Entosthodon abramovae Fedosov & Ignatova, 2010